# حوزه انتخابیه دوم آرکانزاس
حوزه انتخابیه دوم آرکانزاس یک حوزه انتخابیه مجلس نمایندگان آمریکا است که در ایالت آرکانزاس قرار دارد.